# Rana dybowskii
Espèce
Synonymes
- Rana semiplicata Nikolsky, 1918
- Rana zografi Terentjev, 1922
- Rana chensinensis changbaishanensis Wei & Chen, 1990

Statut de conservation UICN

 LC  : Préoccupation mineure
Rana dybowskii est une espèce d'amphibiens de la famille des Ranidae.

## Répartition
Cette espèce se rencontre :
- dans les kraïs de Primorie et de Khabarovsk et dans l'oblast d'Amour dans l'est de la Russie ;
- en Corée du Nord ;
- en Corée du Sud ;
- dans l'est de la Mongolie ;
- dans le nord-est de la République populaire de Chine ;
- au Japon sur l'île Tsushima.

## Taxinomie
Ce nom décrit, semble-t-il, improprement plusieurs espèces. Et de nombreuses espèces ont pu avoir été confondues avec Rana dybowskii.
Les marqueurs moléculaires étudiés chez cet animal laisseraient penser que les espèces coréennes et de l'est de la Russie seraient deux espèces différentes. De même en Corée du Sud, ce nom pourrait en fait cacher au moins deux espèces différentes, dont l'une serait Rana huanrenensis (identifiée en 2000).

## Utilisation comme animal de laboratoire
Cette grenouille est utilisée comme animal de laboratoire.
Test de développement en impesanteur :
Le développement de la larve de cette grenouille et de celle de Xenopus laevis en impesanteur simulée a montré que son embryogenèse était sensible au champ de gravité terrestre. En impesanteur simulée, l'embryon se développe différemment.

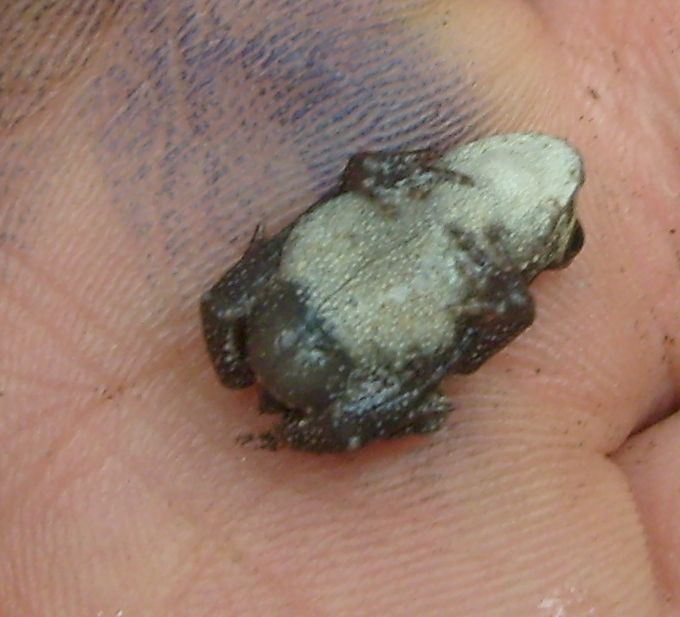
Position défensive
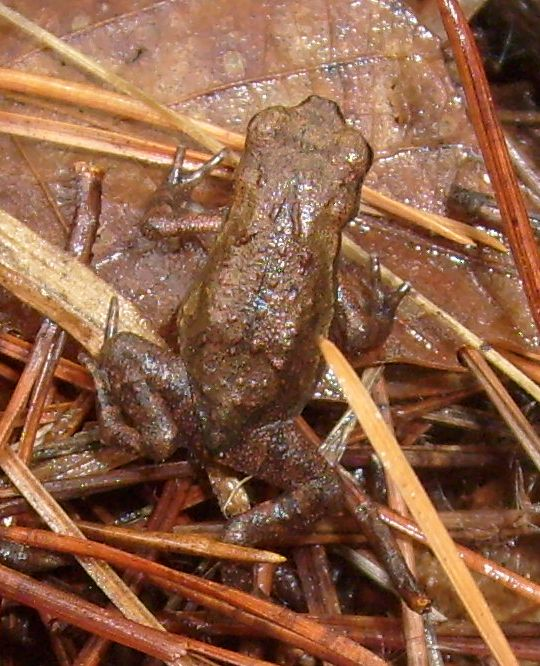
Juvénile
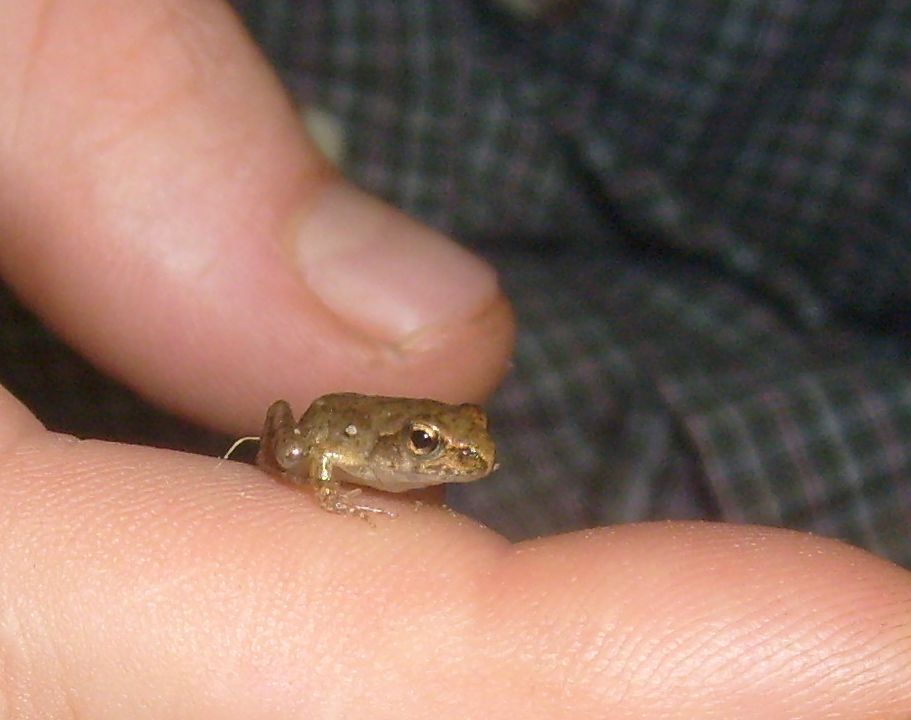

## Étymologie
Cette espèce est nommée en l'honneur de Benedykt Dybowski.

## Publication originale
- Günther, 1876 : Description of a new frog from north-eastern Asia. Annals and Magazine of Natural History, sér. 4, vol. 17, p. 387 (texte intégral).